# Joseph Papp
Joseph Papp (nascido Joseph Papirofsky ;Nova York, 22 de junho de 1921 - Nova York, 31 de outubro de 1991) foi um diretor e produtor teatral norte-americano.
Papp ficou conhecido por ter fundado The Public Theater, um complexo de pequenas salas de espetáculos em Nova York, onde antes era um grande biblioteca pública e onde durante o ano ele promovia o trabalho de diretores e escritores iniciantes, tanto de peças quanto de musicais. No teatro, ele criou, produziu e dirigiu o New York Shakespeare Festival.
Papp foi o responsável pelas primeiras apresentações do musical Hair, em outubro de 1967. Seu maior sucesso como produtor teatral, entretanto,  foi A Chorus Line, exibido pela primeira vez no The Public, como o seu complexo teatral era chamado, antes de seguir carreira na Broadway, onde viria a transformar-se num fenômeno de popularidade e longevidade.
Após sua morte, The Public Theater passou a chamar-se The Joseph Papp Public Theatre.